# مايكروسوفت بينغ
مايكروسوفت بينغ (بالإنجليزية: Microsoft Bing) واختصارًا وهو الاسم السابق: بينغ (بالإنجليزية: Bing) (سابقًا:إم إس إن سيرش MSN Search ثم ويندوز لايف سيرش ثم لايف سيرش Live Search)؛ هو محرك بحث أعلن عنه تحت اسم (محرك القرار)، طور تحت اسم بالعربية: كومو وإنجليزية: kumo, هو محرك بحث في ويب لشركة مايكروسوفت، صمم لمنافسة رواد هذا المجال جوجل وياهو!، تم الإفصاح عنه من قبل ستيف بالمر الرئيس التنفيذي السابق في مايكروسوفت في 28 مايو 2009 في مؤتمر All Things D في سان دييغو، بينغ هو بديل لايف سيرش Live Search، بدأ عمله بالكامل في 3 يونيو 2009.
أبرز التغييرات كانت في إضافة اقتراحات البحث أثناء الكتابة باسم لوحة التصفح على الطرف الأيسر من نتائج البحث، وهي تشابه ميزة جوجل (بحوث ذات علاقة) وهي مبنية على تقنية دلالية Semantic technology من باور-سيت، التي اشترتها مايكروسوفت في 2008.
أعلنت شركة مايكروسوفت في 7 فبراير 2023 عن إصدار جديد من محرك البحث مايكروسوفت بينغ والذي يحتوي على إصدار محدّث من تقنية الذكاء الاصطناعي الذي يقوم عليها تطبيق الدردشة شات جي بي تي.
أبرز الميّزات كانت في إضافته الى شريط المهام في ويندوز 11، مما يجعله أكثر سهولة في الوصول. وقدرته على التحدث والإجابة بطريقة طبيعية ومفهومة، وقدرته على تحليل المحتوى وإظهار نتائج بحث ذات صلة حسب السياق والمقصود، وقدرته على توليد محتوى إبداعي مثل الشعر والقصص والاغاني. بالإضافة الى إمكانية طرح الأسئلة المعقدة والحصول على إجابات مفصلة.
حققت شركة مايكروسوفت تقدمًا كبيرًا نحو تقنيات المصدر المفتوح في عام 2016، حيث جعلت خوارزمية فهرسة محرك البحث BitFunnel والعديد من مكونات Bing مفتوحة المصدر. وفي فبراير 2023، أطلقت مايكروسوفت تجربة الدردشة الذكية Bing Chat (التي تمت إعادة تسميتها لاحقًا إلى Microsoft Copilot)، وهي عبارة عن تجربة دردشة تعتمد على الذكاء الاصطناعي وتقنية GPT-4، وتم دمجها مباشرة في محرك البحث. لقيت هذه الخطوة استحسانًا كبيرًا، حيث وصل عدد المستخدمين النشطين على Bing إلى 100 مليون مستخدم في الشهر التالي.
اعتبارًا من أبريل 2024، يحتل Bing المركز الثاني كأكبر محرك بحث عالميًا، بحصة سوقية تبلغ 3.64%، خلف Google الذي يستحوذ على 90.91%. تشمل المنافسين الآخرين Yandex بحصة 1.61%، و Baidu بحصة 1.15%، و Yahoo!، الذي يعتمد بشكل كبير على Bing، بحصة 1.13%.

## أصل الكلمة
كلمة بينغ هي محاكاة صوتية، فهي تمثل صوت الوصول أو النهاية، كصوت المصعد عند وصوله، أكدت مايكروسوفت على «أن الاسم مميز، قصير، وسهل الإملاء، ويعمل بشكل جيد حول العالم كعنوان URL»، وأن الناس ستتذكر الصوت «حال الاكتشاف أو اتخاذ القرار». ستيف بالمر كشف لمجلة وايرد بأن ما أوحى له الاسم هو شخصية تشاندلر بينغ في مسلسل فريندز الأمريكي.
كي لو، رئيس خدمات مايكروسوفت على ويب، صرح أيضا بأن اسم المحرك الرسمي في اللغة الصينية هو bì yìng (الصينية المبسطة: 必应; الصينية التقليدية: 必應) ويعني حرفيا «مؤكد للاستجابة بالفعل» أو بالمعنى «مؤكد للإجابة بالفعل».
كان الاسم وقت تطويره وتجربته على يد موظفي مايكروسوفت كومو، المشتق من كلمة يابانية بمعنى عنكبوت وسحاب أيضا، ما يوحي بكونه محرك بحث يقتنص (كالعنكبوت) مصادر الإنترنت ليضيفها إلى قاعدة بياناته، وأيضا إشارة إلى الحوسبة السحابية.

## التاريخ

### إم إس إن سيرش
كان إم إس إن سيرش MSN Search محاولة مايكروسوفت لتوفير محرك بحث وفهرسة وأداة تحديث للفهرسة، أطلق في خريف 1998 واستخدم نتائج بحثه من موقع إنكتومي (الذي يتبع حاليا شركة ياهوو!)، ثم استخدم محرك ألتافيستا كبديل، بعد ذلك، طورت مايكروسوفت محركها الخاص، الذي بدأ نسخته التجريبية في نوفمبر 2004 لينطلق بعد ذلك بعام، محرك البحث بالصور كان يستمد نتائجه من طرف ثالث هو بيكسيرش. هذه الخدمة بدأت بتوفير نتائجها لبوابات بحث أخرى لدعم موقعها في السوق.

### ويندوز لايفسيرش
انطلقت أول نسخة من ويندوز لايف سيرش Windows Live Search في 8 مارس 2006، فيما انطلقت نسختها النهائية في 11 سبتمبر 2006 لتحل بديلا عن إم إس إن سيرش، قدم محرك البحث عدة خدمات تشمل البحث في ويب، الأخبار، الصور، سطح المكتب (البحث المحلي في جهاز المستخدم)، المواقع المحلية، ومايكروسوفت إنكارتا (موسوعة مايكروسوفت). هدف المحرك لجعل 5.2 مليار استعلام بحث شهري «أكثر فائدة بتقديم المستخدمين الوصول المتقدم للمعلومات وإجابات أكثر دقة على تساؤلاتهم». توجد قائمة إعدادات لتغيير محرك البحث الافتراضي في متصفح إنترنت إكسبلورر.
بالتحويل من إم إس إن سيرش إلى ويندوز لايف سيرش أوقفت مايكروسوفت استخدام موقع بيكسيرش كمحرك بحث الصور، وبدأت تقدم محركها الخاص المستمد من برامجها.

### لايف سيرش
في 21 مارس 2007، أعلنت مايكروسوفت أن عمليات تطوير محرك البحث ستنفصل عن عائلة خدمات ويندوز لايف، وتعيد تسمية المحرك إلى لايف سيرش Live Search، الذي أدمج إلى قسم Live Search and Ad Platform بقيادة ساتيا ناديلا، وبذلك اعتبر المحرك جزءا مع مايكروسوفت آدسنتر.
تم تنفيذ سلسلة من إعادة التنظيم في محرك بحث مايكروسوفت باسمه الجديد، في 23 مايو 2008 أعلنت الشركة قطع الاستمرار في لايف سيرش بوكس Live Search Books (محرك البحوث المكتبية) ولايف سيرش أكاديميك Live Search Academic (محرك البحوث الأكاديمية) ودمج كافة نتائجهما مع نتائج البحث الاعتيادية، وكنتيجة لذلك تم إقفال برنامج لايف سيرش بوكس ببلشر Live Search Books Publisher، بعدها بقليل، قطع الاستمرار في ويندوز لايف إكسبو Windows Live Expo في 31 يوليو 2008، وكذلك الأمر مع لايف سيرش ماكروس Live Search Macros، لايف برودكت أبلود Live Product Upload.
أدركت مايكروسوفت أنه قد تحدث قضية في العلامات التجارية طالما استمرت كلمة «لايف»، وكمجهود للتفرد بهوية خاصة لخدمات البحث من الشركة، تم الاستبدال باسم بينغ في 3 يونيو 2009.

### نموذج لغةأوبن أيه آي
بينغ شات هو نموذج لغوي اصطناعي يستخدم تقنية شات جي بي تي للتحدث مع المستخدمين، حيث يمكن له البحث عن المعلومات والإجابة على الأسئلة والتفاعل مع التغذية الراجعة والاقتراحات. ويمكن له مساعدتك في كتابة الشعر والقصص أو مشاركة الأفكار. يمكن الوصول إلى بينغ شات من خلال تطبيقات إيدج وبينغ وسكايب على أنظمة التشغيل ويندوز، وآي أو إس، وأندرويد.
يستخدم بينغ الجديد الذكاء الاصطناعي وأوبن أيه آي وMicrosoft Prometheus لفهم اللغة الطبيعية وتوليد الاجابات بناء على البيانات الفعلية، كما يُستخدم Prometheus -وهو نموذج لغوي خاص من مايكروسوفت- لتسريع التطبيقات باستخدام أجهزة قابلة للبرمجة في مراكز البيانات، كما أنه يوفر تجربة جديدة للمستخدم تسهّل التصفح والتعلم على شبكة الانترنت. يساعد هذا المزيج على الحصول على نتائج أكثر صلة وسرعة واستهدافًا مع تحسين الأمان.
في 15 نوفمبر 2023، أعلنت شركة مايكروسوفت عن دمج خدمة بينغ شات مع خدمة مايكروسوفت كوبيلوت.

## خدمات البحث
إضافة للبحث في صفحات ويب، يقدم بينغ الخدمات التالية:
| الخدمة  | الموقع                         | الوصف |
| ------- | ------------------------------ | --- |
| الصحة   | http://www.bing.com/health     | بينغ هيلث Bing Health يستفرد بالنتائج المتعلقة بالمفاهيم الطبية للحصول على معلومات طبية ذات علاقة ويسمح للمستخدمين بتصفح المواضيع الطبية المعقدة مع نتائج حول مقالات ضمنية من تقديم الخبراء، هذه الميزة قائمة على موقع ميدستوري (التابع حاليا لمايكروسوفت). |
| الصور   | http://www.bing.com/images     | يتيح بينغ إميجيس Bing Images للمستخدم بالبحث السريع وعرض أقرب الصور ذات العلاقة، توجد ميزة تتيح تصفح عدد كبير من الصور بسرعة، كما وتتيح التصفية المتقدمة من تحسين النتائج بحسب الخصائص كحجم الصور، نسبة الحجم، الألوان (ملونة أم بيضاء سوداء فقط)، نوع الصورة (مرسومة أم مصورة)، ومميزات التعرف على الوجوه. كما تعمل في البحث تقنية فوتو دي إن ايه للحد من البحث عن صور الأطفال الإباحية.          |
| المحلي  | http://www.bing.com/local      | يتيح بينغ لوكل Bing Local بالبحث في قائمة تجارية محلية بالتفاصيل والمراجعات، مما يتيح للمستخدم اتخاذ القرارات على اطلاع. |
| الخرائط | http://www.bing.com/maps       | يتيح بينغ مابس Bing Maps للمستخدم بالبحث عن المعالم التجارية، العناوين، المعالم، وأسماء الشوارع حول العالم، ويمكن له اختيار عرض الخريطة، عرض صور الأقمار الاصطناعية، أو العرضين معا. توجد صور bird's-eye لعدة مدن حول العالم، وخرائط مجسمة تشمل التصفح التخيلي ثلاثي الأبعاد والتصفحة من منطقة والمباني المجسمة، لخدمة الشركات توجد خاصية باسم "بينغ مابس فور إنتربرايس Bing Maps For Enterprise". |
| الأخبار | http://www.bing.com/news       | بينغ نيوز Bing News يزود بنتائج الأخبار ذات العلاقة بمفردات البحث من مختلف مواقع الأخبار على ويب. |
| التسوق  | http://www.bing.com/shopping   | يتيح بينغ شوبينغ Bing Shopping للمستخدم بالبحث في مواقع ويب تجارية لكافة البضائع والمنتجات، الميزة مبنية على موقع جيليفيش بعد استحواذ مايكروسوفت عليه. |
| المترجم | http://www.bing.com/translator | يتيح بينغ ترانزليتر Bing Translator للمستخدمين بترجمة النصوص أو صفحات ويب كاملة إلى لغات مختلفة. |
| السفر   | http://www.bing.com/travel     | بينغ ترافل Bing Travel يبحث في حجوزات الطيران والفنادق من مواقع ويب ويتنبأ بالوقت المناسب للحجز أو الشراء، هذه الميزة مبنية على فيركاست منذ استحواذ مايكروسوفت عليها. |
| الفيديو | http://www.bing.com/videos     | بينغ فيديو Bing Video يتيح البحث في مواقع الفيديو على ويب، توجد ميزة لعرض جزء من الفيديو كمعاينة. |
| التقييم | http://www.bing.com/xrank      | بينغ إكس-رانك Bing xRank يسمح للمستخدم بالبحث عن الشخصيات المعروفة وقراءة سيرة مختصرة عن حياتهم وأخبارهم، وتتبع مدى شهرتهم. |

### خدمات أصحاب المواقع
يمكن لأصحاب المواقع إدارة عملية تحديث فهرسة مواقعهم من خلال بينغ ويبماستر سنتر، بالإضافة لذلك يمكن إرسال محتويات إلى بينغ بالطرق التالية:
- بينغ لوكل لستينغ سنتر Bing Local Listing Center: يسمح للمؤسسات التجارية إضافة قوائمهم التجارية إلى بينغ مابس وبينغ لوكل.
- سوب-بوكس أون إم إس إن فيديو Soapbox on MSN Video: يتيح للمستخدم رفع مقاطع فيديو للبحث من خلال بينغ فيديو.

### خدمات الجوال
يسمح بينغ موبايل للمستخدمين بإجراء البحث من على أجهزتهم المحمولة، إما بواسطة متصفح الجهاز أو برنامج خاص بمكن تنزيله، تتيح مايكروسوفت الاتصال بالخط المجاني 1-800-BING-411 (من اليمين لليسار) للمساعدة.

## أشرطة الأدوات والعدد

### أشرطة الأدوات
سيعمل كلا من ويندوز لايف توولبار وإم إس إن توولبار مع بينغ لتوفير أسهل الطرق للوصول لنتائج بحث بينغ.

### العدد
بينغ غادغيت هو عدة Gadget لويندوز سايدبار Windows Sidebar يتيح للمستخدم البحث السريع من خلاله، توجد عدة أخرى هي بينغ مابس غادغيت Bing Maps Gadget تعرض حالات الطريق مباشرة باستخدام بينغ مابس، لكن الميزة مقتصرة حاليا على بعض المدن الأمريكية.

## الترويج

### لايف سيرش
ارتبطت مايكروسوفت مع بعض المواقع لترويج محرك بحثها، من بين تلك المواقع: أمازون Amazon، سيرش آند غيف Search and Give، لايف سيرش كلوب Live Search Club، بيغ سناب سيرش Big Snap Search، لايف سيرش سيرشبيرك! Live Search SearchPerks!.

### بينغ
سيتم رصد 80 إلى 100 مليون دولار أمريكي للترويج في التلفزيون، المطبوعات، والراديو، انشترت تقارير بأن الإعلانات لن تتم عن طريق التنافس مع جوجل وياهوو! مباشرة بالاسم، بل بالتركيز على مميزات بينغ الفريدة في البحث.

## وصلات خارجية
- الموقع الرسمي